# Збірна Швеції з футболу
Збірна Швеції з футболу (швед. Sveriges herrlandslag i fotboll) — національна збірна команда, що представляє Швецію на міжнародних змаганнях з футболу. Підпорядковується Шведському футбольному союзу.
Станом на 28 листопада 2024 посідає 27-e місце у рейтингу футбольних збірних світу.

## Історія
Збірна Швеції з футболу традиційно вважається однією з сильних команд світу. Тричі шведські футболісти завойовували медалі Олімпійських ігор, одинадцять разів брали участь у фінальному турнірі Чемпіонату світу. У 1958 році команда посіла друге місце на світовій першості, що проводилася у себе удома; тоді у фінальному матчі вона зазнала поразки від збірної Бразилії з рахунком 2:5.
Після успішного виступу в 1958 році шведам довго не вдавалося подібних досягнень повторити. Єдиним успіхом команди в кінці 1960‑х років стало потрапляння у фінальний турнір Чемпіонату світу 1970 року; вона змогла випередити у відбірковій групі збірні Франції і Норвегії. Проте на мундіалі в Мексиці збірна Швеції програла боротьбу в групі збірним Італії і Уругваю, зайнявши лише 3‑е місце.
Європейський чемпіонат 1992 року Швеція приймала як країна‑організатор. Для збірної участь в цьому турнірі стала дебютною на чемпіонатах Європи. Швеція опинилася в одній групі із збірними Данії, Франції і Англії і стала єдиною командою на турнірі, яка змогла обіграти майбутніх чемпіонів Європи — данців. Швеція посіла перше місце в групі і вийшла в півфінал, де поступилася збірній Німеччини. Цей результат є найкращим досягненням шведської команди в першості континенту.
У 1994 році на Чемпіонаті світу в США шведам вдалося посісти третє місце, що стало найкращим результатом команди на світовій першості з 1958 року. Крім цього, Швеція стала з 15 забитими м'ячами найрезультативнішою командою турніру. На цьому ж першості в команді заблищав, за визнанням як уболівальників, так і експертів УЄФА, найвидатніший гравець за всю історію шведського футболу — Генрік Ларссон.
Після 1994 року команда ніяк не могла знайти свою гру. В результаті збірній не вдалося пройти навіть кваліфікаційний раунд на Чемпіонат Європи в Англії 1996 року і на Чемпіонат світу у Франції 1998 року. Чорна смуга продовжувала переслідувати збірну і в 1999 році, коли безперечний лідер команди Ларссон отримав важку травму ноги.
У 2000 році шведам нарешті вдалося потрапити на чемпіонат Європи до Бельгії і Нідерландів. Проте команда показала один з найслабкіших результатів, зайнявши останнє місце в групі всього з одним очком.
Через два роки на чемпіонаті світу в Японії і Південній Кореї у уболівальників збірної з'явилася надія, що команда зможе показати себе. Збірній вдалося вийти з групи, названою експертами «групою смерті», і залишити за бортом першість аргентинців, що вважалися фаворитами, і Нігерії. Проте на стадії однієї восьмої фіналу шведи поступилися з рахунком 0:1 «темній конячці» чемпіонату — збірній Сенегалу.
Насилу пробившись на фінальний турнір Чемпіонату Європи 2004 року в Португалії, шведи з перших же ігор примусили букмекерів записати себе у фаворити першості. Команда, яку вів Генрік Ларссон, що відновився після травми, і нова зірка скандинавського футболу Златан Ібрагімович, у першій же грі розгромила болгар з рахунком 5:0, а у двох подальших  матчах добилася бойової нічиєї з італійцями і данцями. Проте і тут команда вистачило тільки на груповий етап. У одній четвертій фіналу шведи поступилися збірній Нідерландів у серії післяматчевих пенальті.
Не змогли проявити себе шведи і у 2006 році на Чемпіонаті світу в Німеччині. Старіюча збірна явно програвала за швидкістю молодим командам і демонструвала зовсім невидовищний позиційний футбол. За три матчі групового етапу команді вдалося забити всього три м'ячі. Проте, вони пройшли в одну восьму фіналу, в якому капітулювали перед господарями чемпіонату з рахунком 0:2.
Кваліфікаційний раунд Євро‑2008 шведи минули досить упевнено і заробили путівку на фінальну стадію турніру з другого місця в групі, відпустивши вперед на два очки лише збірну Іспанії. Але на Євро‑2008 шведи не змогли піти далі групового етапу, вигравши в греків (2:0) та поступившись іспанцям (1:2) і росіянам (0:2).

## Гравці збірної

### Поточний склад
Заявка збірної на Євро-2020, оприлюднена 18 травня 2021 року. Кількість матчів і голів наведені станом на дату оприлюднення заявки, вік гравців — станом на початок турніру (11 червня 2021 року).
| №  | Поз. | Гравець                     | Дата народження (вік)          | Ігри | Голи | Клуб              |
| -- | ---- | --------------------------- | ------------------------------ | ---- | ---- | ----------------- |
| 1  | ВР   | Робін Ульсен                | 8 січня 1990 (вік 31 рік)      | 42   | 0    | Евертон           |
| 2  | ЗХ   | Мікаель Лустіг              | 13 грудня 1986 (вік 34 роки)   | 89   | 6    | АІК               |
| 3  | ЗХ   | Віктор Лінделеф             | 17 липня 1994 (вік 26 років)   | 40   | 3    | Манчестер Юнайтед |
| 4  | ЗХ   | Андреас Гранквіст (капітан) | 16 квітня 1985 (вік 36 років)  | 88   | 9    | Гельсінгборг      |
| 5  | ЗХ   | Мартін Ульссон              | 17 травня 1988 (вік 33 роки)   | 51   | 5    | Геккен            |
| 6  | ЗХ   | Людвіг Аугустінссон         | 21 квітня 1994 (вік 27 років)  | 32   | 2    | Вердер            |
| 7  | ПЗ   | Себастіан Ларссон           | 6 червня 1985 (вік 36 років)   | 127  | 9    | АІК               |
| 8  | ПЗ   | Альбін Екдаль               | 28 липня 1989 (вік 31 рік)     | 56   | 0    | Сампдорія         |
| 9  | НП   | Маркус Берг                 | 17 серпня 1986 (вік 34 роки)   | 84   | 23   | Краснодар         |
| 10 | ПЗ   | Еміль Форсберг              | 23 жовтня 1991 (вік 29 років)  | 56   | 8    | РБ Лейпциг        |
| 11 | НП   | Александр Ісак              | 21 вересня 1999 (вік 21 рік)   | 20   | 6    | Реал Сосьєдад     |
| 12 | ВР   | Карл-Юган Юнссон            | 28 січня 1990 (вік 31 рік)     | 9    | 0    | Копенгаген        |
| 13 | ПЗ   | Густав Свенссон             | 7 лютого 1987 (вік 34 роки)    | 30   | 0    | Гуанчжоу Фулі     |
| 14 | ЗХ   | Філіп Геландер              | 22 квітня 1993 (вік 28 років)  | 15   | 0    | Рейнджерс         |
| 15 | ПЗ   | Кен Сема                    | 30 вересня 1993 (вік 27 років) | 10   | 0    | Вотфорд           |
| 16 | ЗХ   | Еміль Крафт                 | 2 серпня 1994 (вік 26 років)   | 26   | 0    | Ньюкасл Юнайтед   |
| 17 | ПЗ   | Віктор Классон              | 2 січня 1992 (вік 29 років)    | 44   | 9    | Краснодар         |
| 18 | ЗХ   | Понтус Янссон               | 13 лютого 1991 (вік 30 років)  | 27   | 0    | Брентфорд         |
| 19 | ПЗ   | Маттіас Сванберг            | 5 січня 1999 (вік 22 роки)     | 7    | 1    | Болонья           |
| 20 | ПЗ   | Крістоффер Ульссон          | 30 червня 1995 (вік 25 років)  | 24   | 0    | Краснодар         |
| 21 | ПЗ   | Деян Калусевскі             | 25 квітня 2000 (вік 21 рік)    | 11   | 1    | Ювентус           |
| 22 | НП   | Робін Квайсон               | 9 жовтня 1993 (вік 27 років)   | 24   | 8    | Майнц 05          |
| 23 | ВР   | Крістоффер Нордфельдт       | 23 червня 1989 (вік 31 рік)    | 14   | 0    | Генчлербірлігі    |
| 24 | ЗХ   | Маркус Даніельсон           | 8 квітня 1989 (вік 32 роки)    | 7    | 2    | Далянь Їфан       |
| 25 | НП   | Джордан Ларссон             | 20 червня 1997 (вік 23 роки)   | 5    | 1    | Спартак (Москва)  |
| 26 | ПЗ   | Єнс Каюсте                  | 10 серпня 1999 (вік 21 рік)    | 3    | 0    | Мідтьюлланн       |

## Досягнення
| - 1930 — не брала участі - 1934 — чвертьфінал - 1938 — четверте місце - 1950 — третє місце - 1954 — не пройшла кваліфікацію - 1958 — друге місце - 1962 — не пройшла кваліфікацію - 1966 — не пройшла кваліфікацію - 1970 — груповий етап - 1974 — другий груповий етап - 1978 — груповий етап - 1982 — не пройшла кваліфікацію - 1986 — не пройшла кваліфікацію - 1990 — груповий етап - 1994 — третє місце - 1998 — не пройшла кваліфікацію - 2002 — ⅛ фіналу - 2006 — ⅛ фіналу - 2010 — не пройшла кваліфікацію - 2014 — не пройшла кваліфікацію - 2018 — чвертьфінал - 2022 — не пройшла кваліфікацію | - 1960 — не брала участі - 1964–1988 — не пройшла кваліфікацію - 1992 — півфінал - 1996 — не пройшла кваліфікацію - 2000 — груповий етап - 2004 — чвертьфінал - 2008 — груповий етап - 2012 — груповий етап - 2016 — груповий етап - 2020 — 1/8 фіналу - 2024 — не пройшла кваліфікацію |

## Форма та виробники

### Домашня форма
| 1934 | 1938 | 1950 | 1958 | 1970                 | 1974 | 1978 | 1990 | 1992 | 1994 |
| 2000 | 2002 | 2004 | 2006 | 2006 (альтернативна) | 2008 | 2010 | 2012 | 2013 | 2014 |
| 2016 | 2018 |      |      |                      |      |      |      |      |      |

### Гостьова форма
| 1990 | 1994 | 2002 | 2008 | 2012 | 2013 | 2014 | 2016 | 2018 |

| Постачальник форми | Період                 |
| ------------------ | ---------------------- |
| Umbro              | 1970 (чемпіонат світу) |
| Adidas             | 1994 — 2003            |
| Umbro              | 2003 — 2013            |
| Adidas             | 2013 — донині          |